# Terminal Rodoviário de Salvador
O Terminal Rodoviário de Salvador (TRS), popularmente referido como Rodoviária de Salvador e oficialmente denominado Terminal Rodoviário Armando Viana de Castro, é o terminal rodoviário de ônibus intermunicipais e interestaduais da capital baiana. Inaugurado em 4 de setembro de 1974, está localizado no centro financeiro de Salvador e ao lado das estações homônima do metrô e de BRT construídas em substituição à Estação de Transbordo do Iguatemi, como também ao lado do Terminal Rodoviária (Rodoviária Norte). Constitui exemplo da arquitetura brutalista baiana, cujo projeto arquitetônico é de autoria dos arquitetos Emmanuel Berbert e José Álvaro Peixoto, do escritório Berbert & Peixoto.
Concebido pela Organização Odebrecht (atual Novonor), é administrado pela SINART, a qual também o construiu. É o segundo maior terminal do Brasil em capacidade operacional, ultrapassado somente pelo Terminal Rodoviário do Tietê, com 12,6 milhões de usuários ao ano e movimento de 3,5 milhões de passageiros ao ano. O terminal tem 21,5 mil metros quadrados de área construída, mas o terreno como um todo tem 150 mil metros quadrados. O complexo rodoviário abriga supermercado, clínica médica, lojas de roupa e de calçados, farmácia, praça de alimentação, lotérica, correio, ponto de informações turísticas e área verde.
Visto de cima, tem formato característico de um dodecágono irregular envolto por um anel composto por quatro alas laterais suavemente curvas. Tais seções possuem pé-direito duplo e simples, respectivamente. As alas laterais do anel repartem espacialmente os principais pontos de circulação no terminal: entrada na lateral sul, plataforma de desembarque na lateral leste e plataformas de embarque nas laterais norte e oeste. O restaurante está no centro do pavimento térreo, as bilheterias no mezanino, cujo acesso está restrito a somente três escadas de porte reduzido, e os sanitários, lojas e demais serviços na periferia do dodecágono, no térreo.

## História

### Rodoviária da Sete Portas
O equipamento situado em Pernambués veio em substituição ao primeiro terminal rodoviário de Salvador, que se localizava nas Sete Portas (rua Cônego Pereira), próxima ao centro de Salvador. A Rodoviária das Sete Portas foi erguida entre 1959 e 1961. Seu projeto arquitetônico começou a ser elaborado ainda em 1958 por Diógenes Rebouças e Assis Reis. Foi pioneira no emprego de estrutura em concreto protendido na Bahia.

### Construção

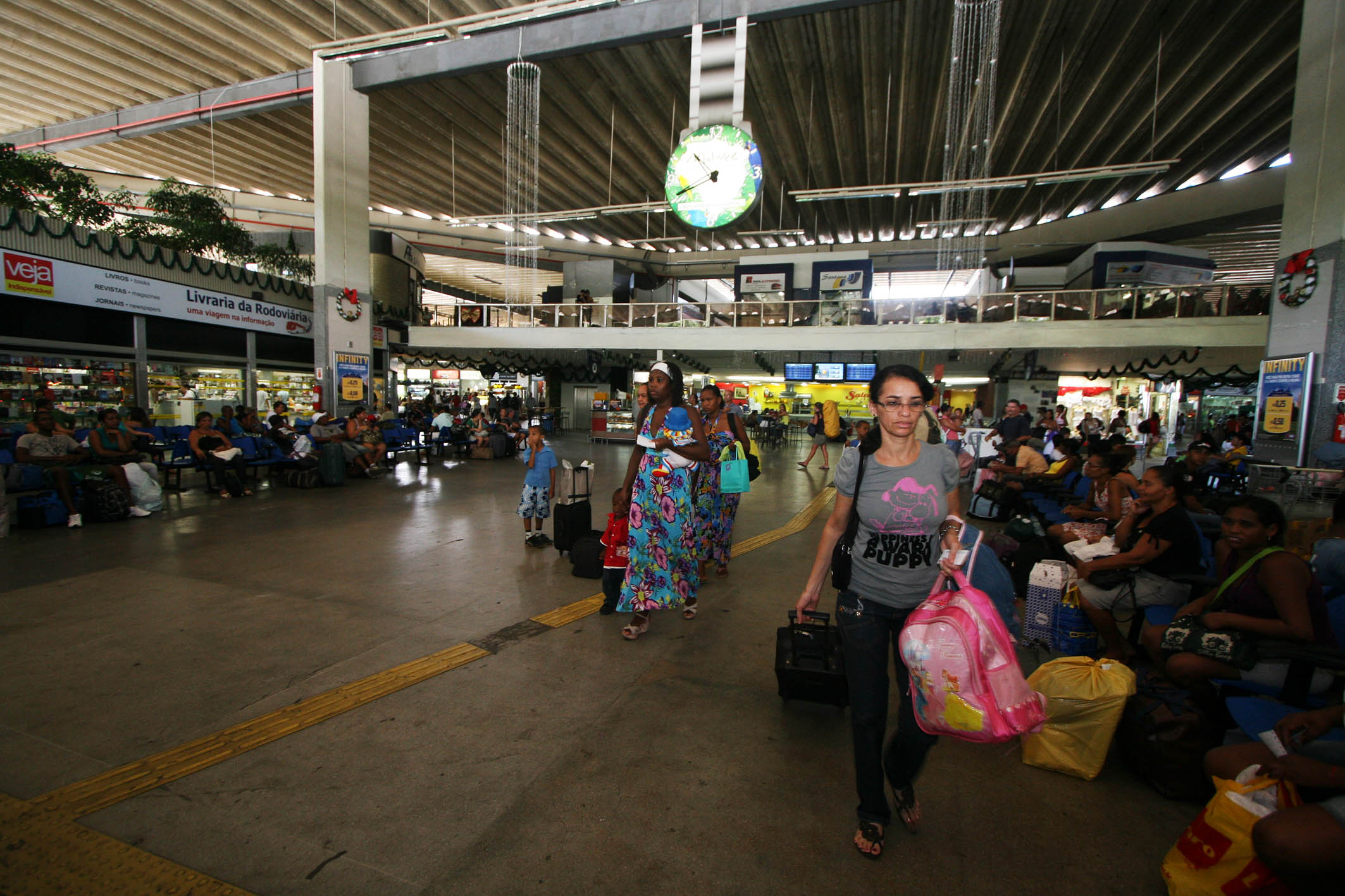
Interior do terminal no fim de 2011

Dez anos depois de inaugurada a primeira rodoviária, foram iniciadas as obras da Estação Rodoviária Armando Viana de Castro. A construção do equipamento fez parte de um conjunto de ações na capital baiana que levaram a formação de novo centro urbano, à época, nos limites da zona urbana. Foram investimentos públicos e privados que concretizaram, na década de 1970, naquela região então periférica, a Avenida Paralela (já em 1971 aberta ao tráfego), o Centro Administrativo da Bahia (1972), os loteamentos do Caminho das Árvores (1973) e Itaigara (1976), o Shopping Center Iguatemi (1975). Assim o projeto elaborado em 1971 teve suas obras concluídas com inauguração no ano de 1974.

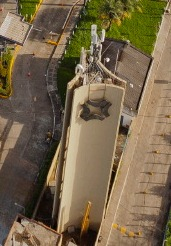
Totem com símbolo da SINART na entrada

Em outro aspecto, a Estação Rodoviária Armando Viana de Castro fez parte de uma série de edificações de estilo brutalista. Projetada pelo escritório Berbert & Peixoto Arquitetos Associados, que elaborou pouco tempo depois o Terminal Rodoviário José Rollemberg Leite em Aracaju, compartilha o estilo arquitetônico com outros terminais baianos projetados e erguidos na década anterior (Feira de Santana, Itabuna e Jequié) e com o terminal da capital sergipana.

### Concessão à SINART
A Organização SINART ganhou a concessão do governo do estado da Bahia, sendo a mesma responsável pela sua construção e manutenção. O terminal foi novamente licitado pela Agência Estadual de Regulação de Serviços Públicos de Energia, Transportes e Comunicações da Bahia (AGERBA) a partir do Contrato de Concessão n.º 10/2005 e também vencido pela SINART, sob o prazo de 10 anos com possibilidade de renovação por mais cinco. Uma vez já findados os dez anos da concessão, o contrato com a SINART foi prorrogado até outubro de 2017, com possibilidade de ser interrompido antes a depender do trâmite da licitação do novo terminal planejado para o bairro de Águas Claras.

### Transferência para Águas Claras
O governo estadual planeja transferir o terminal rodoviário para o bairro de Águas Claras, próximo à futura estação metroviária, à BR-324 e à Avenida 29 de Março. O terreno atual do equipamento deve ser leiloado ou alienado, enquanto que a área de 70 mil metros quadrados exclusiva para o terminal (são 202 mil metros quadrados incluindo demais equipamentos) em Águas Claras já teve sua utilidade pública decretada e já foi parcialmente desapropriado com as obras da Linha Vermelha. No fim de setembro, foi anunciado para até a primeira semana de outubro lançamento do documento de intenção de licitação pela AGERBA, no qual devem constar dados de engenharia e econômico-financeiros do projeto. O edital licitatório foi previsto, à época, para ser lançado nos quatro primeiros meses de 2017. A licitação abrange a construção e administração do equipamento, e pode incluir uma área próxima para empreendimento comercial, intervenções viárias e administração do terminal atualmente concedido à SINART.
O governo estadual anunciou que o valor recebido da venda do terreno do terminal em Pernambués poderia servir de financiamento para, dentre outros, o projeto do VLT Comércio-Calçada-Paripe-São Luís e a construção de um novo centro de convenções em substituição àquele situado no STIEP.